# Maria Chwalibóg
Maria Teresa Chwalibóg-Kopiczyńska (ur. 4 lutego 1933 w Warszawie, zm. 15 marca 2024) – polska aktorka.

## Życiorys
Była córką Tadeusza Chwaliboga (1905-1997) i Marii z domu Gutowskiej (1907–1989). Jej dziadkiem był Tadeusz Chwalibóg (1863-1942), poseł na Sejm II RP z ramienia Związku Ludowo-Narodowego. Dzieciństwo wraz z rodzeństwem spędziła w majątku rodziców w Mysłowie, w powiecie łukowskim. W pierwszych dniach II wojny światowej w czasie bombardowania zginął jej kilkumiesięczny brat, Tadeusz. 
W 1956 ukończyła Państwową Wyższą Szkołę Teatralną w Łodzi.
Otrzymała nagrodę za pierwszoplanową rolę kobiecą na 13. Festiwalu Polskich Filmów Fabularnych w Gdyni w 1988 roku (film Kobieta samotna).
Była żoną Andrzeja Kopiczyńskiego, a następnie wieloletnią partnerką Marka Bargiełowskiego. Jej siostra, Elżbieta Chwalibóg-Cybulska (1934–2025), była żoną aktora Zbigniewa Cybulskiego.
25 marca 2024 została pochowana w grobowcu rodzinnym na warszawskim cmentarzu we Włochach.

## Teatr
- Teatr Dramatyczny im. Aleksandra Węgierki w Białymstoku (1956–1960)
- Teatr Polski w Bydgoszczy (1960–1961)
- Teatr Dramatyczny w Szczecinie (1961–1962), (1963–1969)
- Bałtycki Teatr Dramatyczny im. Juliusza Słowackiego w Koszalinie (1962–1963)
- Teatr Narodowy w Warszawie (1970–1973)
- Teatr Studio im. Stanisława Ignacego Witkiewicza w  Warszawie (1974–1976)
- Teatr na Woli w Warszawie (1976–1981)
- Teatr Dramatyczny m.st. Warszawy (1981–1988)

## Filmografia
- Nikodem Dyzma (1956) jako kobieta w wannie
- Cień (1956) jako panna Joasia
- Matka Joanna od Aniołów (1960) jako karczmarka Antosia
- Wojna domowa (1966) jako gaździna (odc. 10)
- Prom (1970) jako Kucharska
- Przygody psa Cywila  (1970) jako kobieta „Czarnego” (odc. 4)
- Mały (1970) jako badylarka, siostra „Grubego”
- Poszukiwany, poszukiwana (1972) jako Karpielowa
- Godzina szczytu (1973) jako Zofia
- Nie ma róży bez ognia (1974) jako lokatorka poznana podczas pijaństwa
- Niedzielne dzieci (Sunday Children, 1976) jako pielęgniarka
- Brunet wieczorową porą (1976) jako sąsiadka Romanów
- 07 zgłoś się (1976) jako barmanka (odc. 2)
- Zmory (1979) jako Komendowa, ciotka Mikołaja
- Dom (1980) jako kadrowa w FSO
- Kobieta samotna (1981) jako Irena
- Lustro jako matka Hanki
- Kocham kino (1987) jako macocha
- Komediantka (1987) jako Niedzielska, matka Władka
- Rzeka kłamstwa (1987) jako Dyriaszowa
- Dziewczynka z hotelu Excelsior (1988) jako Barbara, żona Jana
- Oszołomienie (1988) jako Danuta Hałaburdowa
- Łabędzi śpiew (1988) jako bibliotekarka
- Światło odbite (1989) jako matka
- Bal na dworcu w Koluszkach (1989) jako Kasia
- Modrzejewska (1989) jako aktorka Salomea Palińska
- Korczak (1990) jako żona Czerniakowa, członkini Judenratu
- Panny i wdowy (1991) jako żona zarządcy Zygmunta
- Zwolnieni z życia (1992) jako intendentka
- Kuchnia polska (1992) jako matka Piotra (odc. 4)
- 1968. Szczęśliwego Nowego Roku (1992) jako matka Piotra
- Pierścionek z orłem w koronie (1992) jako łączniczka
- Lepiej być piękną i bogatą (1993) jako matka Doroty
- Twarze i maski (2000) jako matka Agnieszki
- Podróż Niny (Ninas resa, 2004) jako Fanny
- Oficerowie (2006) jako siostra przełożona, matka Kalińskiego
- Jeziorak (2014) jako Felicja Dereń, babcia Izy
- Carte blanche (2015) jako matka Kacpra

## Nagrody
- Nagroda na FPFF w Gdyni Najlepsza pierwszoplanowa rola kobieca: 1988: Kobieta samotna

## Odznaczenia
- 2011 – Złoty Krzyż Zasługi „za odkrywanie kart historii Polski, w szczególności za popularyzowanie wiedzy o zaginionych w lipcu 1945 r. mieszkańcach Suwalszczyzny”[7]
- 2018 – Srebrny Medal „Zasłużony Kulturze Gloria Artis”[8]